# Шервуд (Арканзас)
Шервуд (енгл. Sherwood) град је у америчкој савезној држави Арканзас.

## Демографија
По попису из 2010. године број становника је 29.523, што је 8.012 (37,2%) становника више него 2000. године.
| Група             | 2000.          | 2010.          |
| Белци             | 18.358 (85,3%) | 21.681 (73,4%) |
| Афроамериканци    | 2.182 (10,1%)  | 5.464 (18,5%)  |
| Азијати           | 205 (1,0%)     | 464 (1,6%)     |
| Хиспаноамериканци | 442 (2,1%)     | 1.181 (4,0%)   |
| Укупно            | 21.511         | 29.523         |